# Gilberto (futbolista angoleño)
Gilberto (Luanda, Angola, 21 de septiembre de 1982) es un exfutbolista de Angola que jugaba en las posiciones de extremo y centrocampista.

## Carrera

### Club
| Periodo   | Club              | Apariciones | Goles |
| --------- | ----------------- | ----------- | ----- |
| 2002–2010 | Al-Ahly SC        | 121         | 7     |
| 2010–2011 | Lierse SK         | 29          | 0     |
| 2012–2013 | AEL Limassol FC   | 16          | 1     |
| 2013–2015 | Petro Atlético    | 23          | 6     |
| 2015      | Benfica de Luanda | 11          | 2     |

### Selección nacional
Debutó con Angola el 20 de junio de 1999 en el empate 2-2 ante Sudáfrica en Luanda por la clasificación para la Copa Africana de Naciones de 2000 y sus primeros goles con la selección nacional fueron en la victoria por 2-0 ante Lesoto en un partido amistoso en Manzini. Su retiro internacional fue el 4 de julio de 2015 en la victoria por 2-0 ante Suazilandia en Luanda por la clasificación para la Copa Africana de Naciones de 2017, jugando en total 89 partidos internacionales y anotó 10 goles; además de cuatro ediciones de la Copa Africana de Naciones.

## Retiro
El 26 de julio de 2015 mientras jugaba con el Benfica de Luanda, Gilberto recibió una patada de un jugador del Progresso do Sambizanga que lo tuvo inconsciente por alrededor de 20 minutos antes de ser reanimado y enviado al hospital. El doctor no encontró lesiones en los exámenes médicos. Poco tiempo después anunció su retiro como futbolista, y pasó a ser parte del personal administrativo del Benfica de Luanda.

## Logros
- Primera División de Egipto (6): 2004–05, 2005–06, 2006–07, 2007–08, 2008–09, 2009–10
- Copa de Egipto (3): 2002–03, 2005–06, 2006–07
- Supercopa de Egipto (6): 2003, 2005, 2006, 2007, 2008, 2010
- Liga de Campeones de la CAF (3): 2005, 2006, 2008
- Supercopa de la CAF (3): 2006, 2007, 2009
- Primera División de Chipre (1): 2011-12
- Copa de Angola (1): 2013
- Supercopa de Angola (1): 2013